# Daniel Waters
Pour les articles homonymes, voir Waters.
Daniel Waters est un réalisateur et scénariste américain, né le 10 novembre 1962 à Cleveland, dans l'Ohio (États-Unis).

## Filmographie

### comme scénariste
- 1989 : Fatal Games (Heathers), Prix Edgar-Allan-Poe du meilleur scénario
- 1990 : The Adventures of Ford Fairlane
- 1991 : Hudson Hawk, gentleman et cambrioleur (Hudson Hawk)
- 1992 : Batman, le défi (Batman Returns)
- 1993 : Demolition Man
- 2001 : American Campers (Happy Campers)
- 2007 : Sex and Death 101
- 2014 : Vampire Academy de Mark Waters

### comme réalisateur
- 2001 : American Campers (Happy Campers)
- 2007 : Sex and Death 101

### comme acteur
- 1981 : Beyond Our Control (série TV) : Ensemble